# Брукс, Чандлер
Чандлер Брукс (англ. Chandler McCuskey Brooks; 18 декабря 1905 — 29 ноября 1989) — американский нейрофизиолог и нейроэндокринолог. Действительный член Национальной академии наук США (1975). Известен своими исследованиями нейроэндокринной системы и электрофизиологии сердечной деятельности. Чандлер Брукс внёс существенный вклад в понимание механизмов работы гипоталамуса и гипофиза, управляющих различными аспектами поведения.

## Биография
Чандлер Маккаски Брукс родился 18 декабря 1905 года в Уэйверли (Западная Виргиния, США) в семье пресвитерианского священника. Когда ему исполнилось 12 лет, семья переехала в Массачусетс, где после смерти матери он посещал школу в бедных районах. Для продолжения обучения он уехал в Огайо, где поступил в Оберлинский колледж и получил степень бакалавра. При поддержке своего преподавателя из колледжа он поступил на биологический факультет Принстонского университета и в 1931 году получил степень доктора философии (Ph. D.).
После окончания Принстонского университета Чандлер Брукс последовал за своим профессором Филипом Бардом и получил место в Гарвардском университете, где начал изучать механизмы взаимодействия нервной и эндокринной системы, которые в то время были совершенно не исследованы.
В 1933 году Филип Бард стал деканом факультета физиологии в университете Джонса Хопкинса, туда же перешёл работать и Брукс.
Получив стипендию Гуггенхайма, в 1946 году Брукс поехал в Новую Зеландию в лабораторию Джона Экклса, где работал в течение двух лет. Брукс собирался разрабатывать экспериментальные методики регистрации электрической активности нейронов гипоталамуса, однако Экклс поручил ему заниматься экспериментами с электрической активностью спинного мозга, и экспериментами с клетками гипоталамуса Брукс смог заняться уже лишь в 1960 годы.
В 1948 году, вернувшись в США, Брукс получил должность профессора и стал деканом факультета физиологии и фармакологии Медицинской школы Лонг-Айлендского колледжа в Бруклине, которая в 1950 году была преобразована в Медицинский центр государственного университета Нью-Йорка. Ему удалось не только организовать работу факультета фактически с нуля, но и пригласить иностранных профессоров. В 1956 году факультеты физиологии и фармакологии были разделены, и деканом последнего стал Роберт Ферчготт, получивший в 1998 году Нобелевскую премию по физиологии и медицине.
В 1972 году, после ухода с поста декана факультета физиологии, он продолжал работать как почётный профессор, а в 1975 году был избран членом Национальной академии наук США.
29 ноября 1989 года, в возрасте 83 лет, он погиб, попав под машину недалеко от своего дома в Принстоне.

## Научные достижения
Основные достижения Брукса связаны с исследованиями работы автономной нервной системы (АНС), электрофизиологии сердечной деятельности, нейрофизиологии и нейроэндокринологии. Ниже перечислены его основные научные результаты.

### Автономная нервная система
- изучение соматоавтономного рефлекса (воздействие афферентных импульсов от различных участков кожи и мышц на электрическую активность в нервных путях автономной нервной системы и вызванные этим изменения работы органов)
- изучение воздействия АНС на работу эндокринной системы
- изучение воздействия АНС на работу сердца, в том числе при стимуляции блуждающего нерва и симпатических нервных путей
- совместное участие сердца и АНС в поддержании водного баланса организма
- выяснение системной роли АНС в интеграции всех функций организма

### Электрофизиология сердечной деятельности
- открытие интервалов повышенного риска аритмии
- разработка искусственных генераторов сердечного ритма (первые опыты на собаках были им проведены в начале 1950 годов и намного опередили разработку современных имплантируемых устройств)
- пионерские работы по изучению электрической активности сердечных клеток, в том числе пейсмекеров синоатриального узла

### Нейрофизиология
- изучение тормозящих процессов в нервной системе (совместно с Джоном Экклсом)
- пресинаптическое торможение
- долговременная потенциация нейронов спинного мозга ретикулярной формацией (это открытие заложило основу современного понимания нейронных механизмов работы долговременной памяти)

### Нейроэндокринология
- открытие роли вентромедианного ядра гипоталамуса в регулировании веса и ожирении
- его исследования послужили основой для понимания механизмов взаимосвязи гипоталамуса и гипофиза и открытия либеринов и статинов
- в начале 1960 годов ему удалось разработать методики регистрации электрической активности нейросекреторных клеток паравентрикулярного и супраоптического ядер гипоталамуса
- открытие механизма воздействия света на эпифиз, опосредованного воздействием электрических импульсов через нервные пути к эпифизу (это открытие стало важной вехой на пути к современному пониманию циркадных ритмов и биохимических основ сна)

Брукс был включен в список ведущих нейроэндокринологов мира, опубликовавших свои работы в первом томе сборника Pioneers in Neuroendocrinology в 1975 году.

## Основные публикации
- Brooks C. M. Relation of the hypothalamus to gonadotropic functions of the hypophysis. (англ.) // Res. Publ. Ass. Nerv. Ment. Dis.. — 1940. — Vol. 20. — P. 525–550.
- Brooks C. M., Eccles J. C. An electrical hypothesis of central inhibition. (англ.) // Nature. — 1947. — Vol. 159, no. 4049. — P. 760—764. — doi:10.1038/159760a0. — PMID 20241604. [исправить]
- Brooks C. M., Fuortes M. G. Excitation, conduction, and synaptic transmission in the nervous system. (англ.) // Annual review of physiology. — 1952. — Vol. 14. — P. 363—390. — doi:10.1146/annurev.ph.14.030152.002051. — PMID 12977157. [исправить]
- Brooks C. M, Hoffman B. F., Suckling E. E., Orias O. Excitability of the Heart. — New York and London: Grune and Stratton Inc., 1955. — 373 p.
- Brooks C. M, Lu H. H. The sinoatrial pacemaker of the heart. — C. C. Thomas, 1972. — 179 p. — ISBN 9780398022464.
- Nishino H., Kiyomi K., Brooks C. M. The role of suprachiasmatic nuclei of the hypothalamus in the production of circadian rhythm. (англ.) // Brain research. — 1976. — Vol. 112, no. 1. — P. 45—59. — doi:10.1016/0006-8993(76)90333-4. — PMID 947493. [исправить]